# Milán-San Remo 2005
La Milán-San Remo 2005 fue la edición número 96 de esta clásica ciclista de primavera, disputada sobre 294 km, en la que ganó Alessandro Petacchi.

## Clasificación final
| Pos. | Ciclista            | Equipo                           | Tiempo     |
| ---- | ------------------- | -------------------------------- | ---------- |
| 1.   | Alessandro Petacchi | Fassa Bortolo                    | 7h 11' 39" |
| 2.   | Danilo Hondo        | Gerolsteiner                     | m.t.       |
| 3.   | Thor Hushovd        | Crédit Agricole                  | m.t.       |
| 4.   | Stuart O'Grady      | Cofidis, le Crédit par Téléphone | m.t        |
| 5.   | Óscar Freire        | Rabobank                         | m.t.       |
| 6.   | Philippe Gilbert    | Française des Jeux               | m.t.       |
| 7.   | Ruggero Marzoli     | Acqua & Sapone-Adria Mobil       | m.t.       |
| 8.   | Tom Boonen          | Quick Step                       | m.t.       |
| 9.   | Franco Pellizotti   | Liquigas                         | m.t.       |
| 10.  | Manuele Mori        | Saunier Duval-Prodir             | m.t.       |